# Booro Kito (district)
Booro Kito est l'un des districts de la sous-préfecture de Koba-Tatema, situé dans la préfecture de Boffa en république de Guinée.

## Géographie

### Démographie
En 2014, le district comptait 2 031 habitants selon les RGPH 2014.